# Abu Adnan
Abu Adnan er en dansk kortfilm fra 2017 instrueret af Sylvia Le Fanu.

## Handling
Lægen Sayid er flygtet fra Syrien sammen med sin søn Adnan, og de har netop fået opholdstilladelse i Danmark. Sammen skal de to til at starte et nyt liv i en lille by på Fyn. Men far og søn står ikke kun overfor udfordringen med at lære et fremmed sprog – deres relation og gensidige respekt bliver også udfordret på andre planer, da Adnan tilpasser sig det danske en del hurtigere end Sayid.